# Polideportivo Pisuerga
El Pabellón Polideportivo Pisuerga es un pabellón cubierto multiusos, situado en la ciudad española de Valladolid. Es de propiedad municipal y fue construido en 1985 para albergar el Campeonato Mundial de Gimnasia Rítmica. Tiene un aforo de 6 800 espectadores, repartidos en 3 800 en gradas fijas y 3 000 en gradas telescópicas. Está situado en la Plaza de México s/n.

## Historia
Fue construido en 1985 para albergar el Campeonato Mundial de Gimnasia Rítmica.
A partir de ese año pasó a ser la sede del Club Baloncesto Valladolid hasta el año 2015, año en el que dejó de competir.

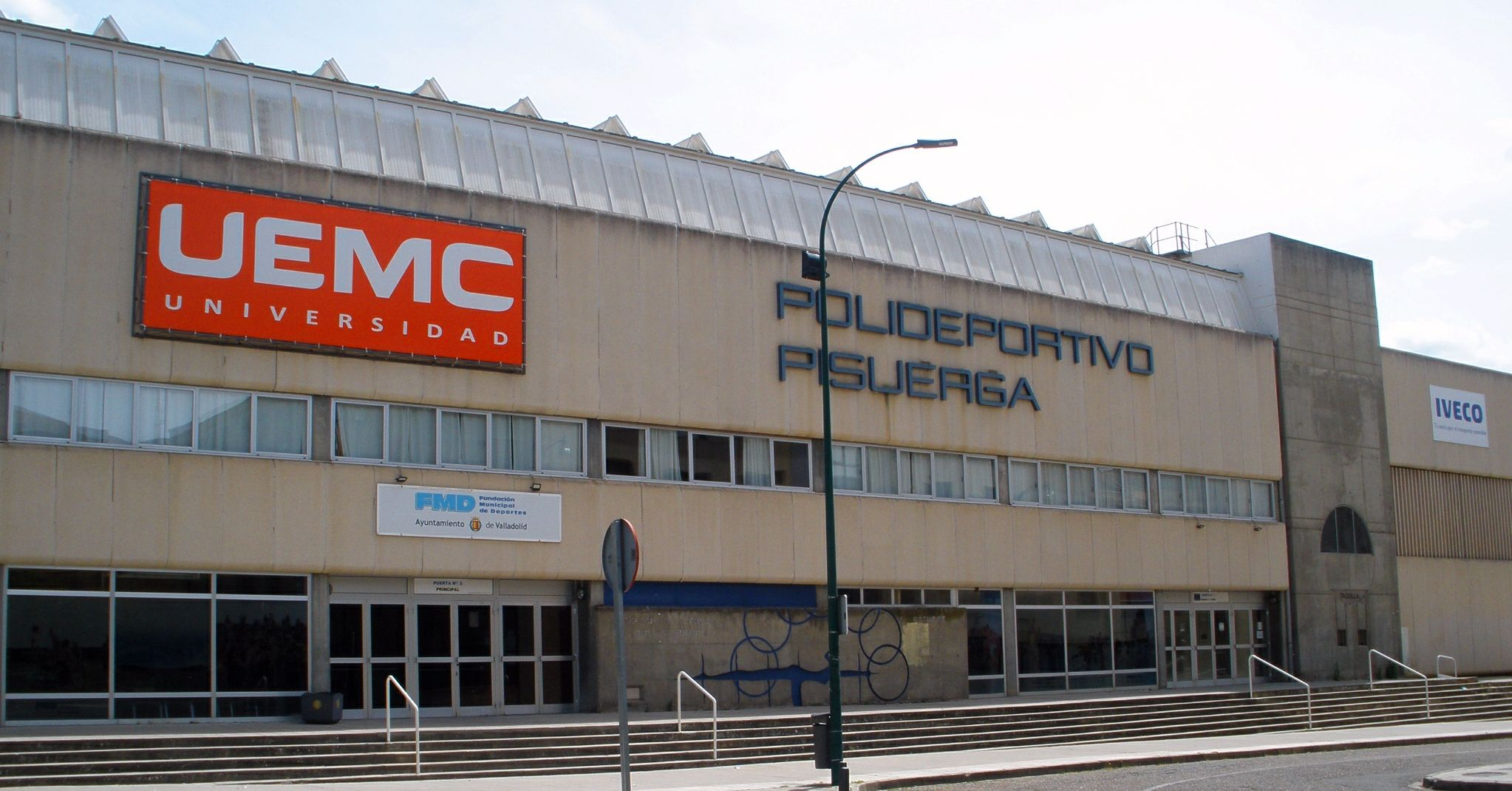
Exteriores del polideportivo.

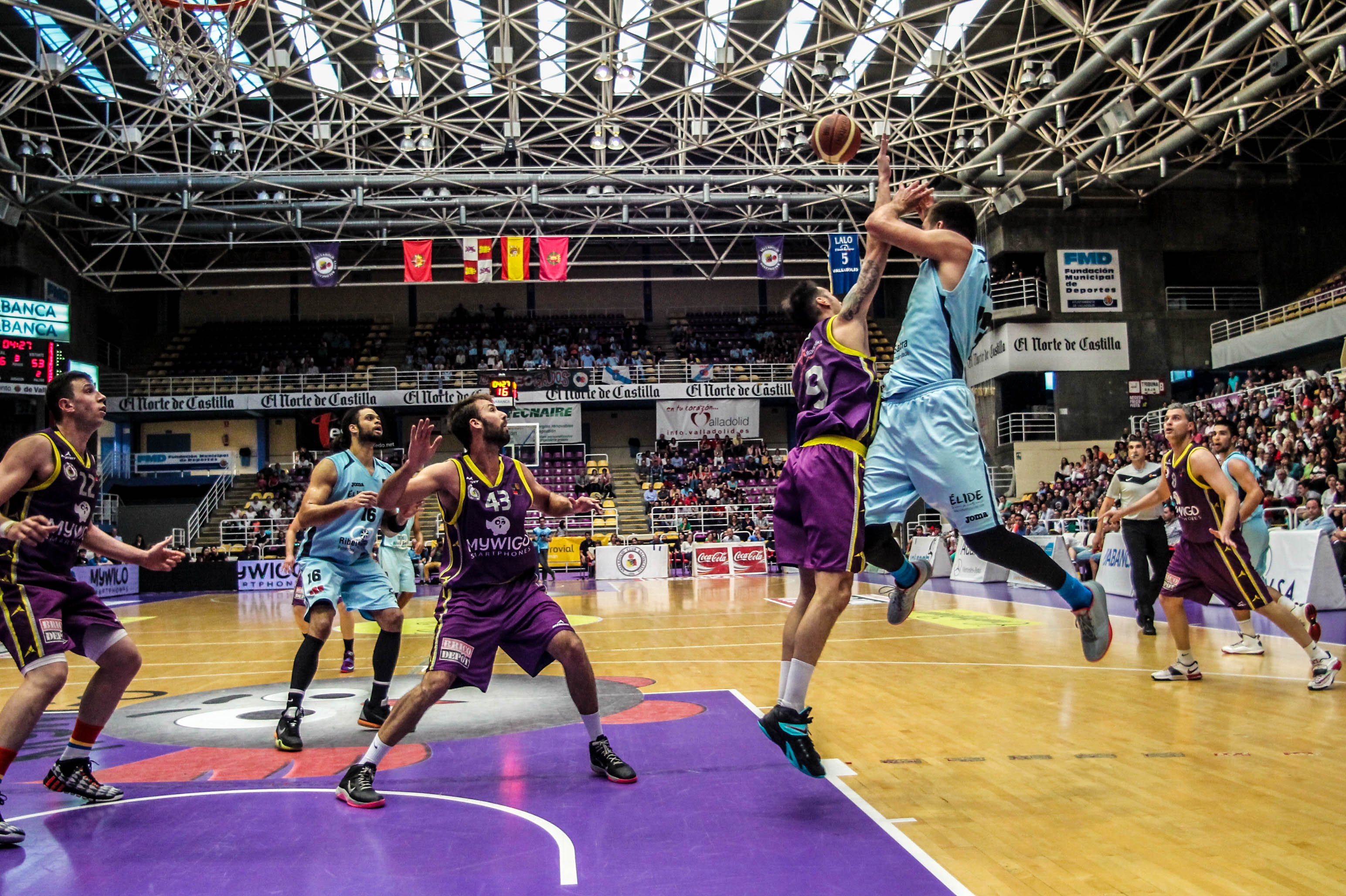
El CB Valladolid durante un partido en su última temporada (2015).

Actualmente sirve como sede para los partidos del principal equipo de baloncesto de la ciudad, el Real Valladolid Baloncesto. 
 
En él se han celebrado conciertos, dos copas del rey de baloncesto, dos copas asobal de balonmano, copa del Rey de balonmano, además de partidos importantes del Balonmano Valladolid como el partido de vuelta de la final de la Recopa de Europa de Balonmano 2008-09 en la que se proclamó campeón por primera vez de una competición internacional al vencer al conjunto alemán HSG Nordhorn-Lingen 24-23 haciendo valer el valor doble de goles en campo contrario (derrota 31-30). 
 
Además de un torneo de tenis al que acudieron los mejores tenistas del panorama nacional, junto con otros muchos acontecimientos.
Durante el verano de 2010 se remodelaron todas las gradas, colocando asientos con respaldo en todas las zonas.

## Instalaciones
- Sala de musculación.
- Sala Cardiovascular.
- Gimnasio de 40 x 27 m.
- Aforo: 300 espectadores de pie y 1.000 espectadores en gradas telescópicas.
- Pista de Baloncesto (auxiliar).
- Aforo: Gradas fijas 320 espectadores.
- 3 Salas deportivas de 19 x 8 m.
- Saunas.
- Rocódromo (Gestionado por la Federación de Montaña, Escalada y Senderismo).
- Sala de prensa.
- Oficina administrativa del Centro de Eventos de la Fundación Municipal de Deportes.
- Sede del Real Valladolid Baloncesto.

## Eventos albergados en el Polideportivo Pisuerga
- Gimnasia rítmica
  - Campeonato Mundial de Gimnasia Rítmica de 1985[2]
  - Campeonato de España de Conjuntos 2023[3]

- Baloncesto:
  - Supercopa de España de Baloncesto 1985
  - Copa del Rey de baloncesto 1988
  - Mundial Sub-23 1993[4]
  - Copa del Rey de baloncesto 1998

- Balonmano:
  - Copa del Rey 1999
  - Copa ASOBAL 2002
  - Supercopa de Europa 2003[5]
  - Copa ASOBAL 2007
  - Partido de vuelta final Recopa de Europa 2008-09[6]
  - Supercopa de España 2013[7]

- Baloncesto en silla de ruedas:
  - Fase Final de Copa de Europa "Willy Brinkmann" 2009[8]

- Voleibol:
  - Liga Europea Femenina 2014[9]

- Pádel:
  - Premier Padel 2024[10]

- Conciertos:

## Accesos al Polideportivo
Situado en el barrio de Arturo Eyries, el Polideportivo Pisuerga es un recinto de fácil acceso tanto andando dentro de la propia ciudad, como en transporte público, ya que se encuentra a escasos metros de una de las calles más importantes de la ciudad, el Paseo de Zorrilla.

### Autobús urbano
Proporcionados por AUVASA (autobuses urbanos de valladolid)
| Línea | Trayecto                            | Frecuencia                                                                         | Parada más cercana                                               |
| ----- | ----------------------------------- | ---------------------------------------------------------------------------------- | ---------------------------------------------------------------- |
| 7     | Arturo Eyríes - Los Santos Pilarica | Laborables: 8-14 minutos. Sábados y festivos: 15-23 minutos.                       | Calle Sotavento Esquina Colombia Calle Venezuela esquina Ecuador |
| 10    | Villa de Prado - Parquesol          | Laborables: Información pulsando sobre la línea. Sábados y festivos: Sin Servicio. |                                                                  |

## Aparcamientos (GRATUITOS)[11]
- Plaza Cuba (47014). Espacio amplio y al que se puede acceder a través de dos ascensos: desde la propia Plaza de México o desde la Avenida de Argentina. Es el principal aparcamiento para los eventos celebrados en el Polideportivo Pisuerga, ya que se encuentra a escasos metros del propio recinto.

- Glorieta de la Hispanidad (47014). Accesible desde la Calle Barlovento y la Calle Colombia, es otro espacio importante destinado como aparcamiento para los eventos celebrados en el Polideportivo Pisuerga.

- Parking Centro Comercial Eyries (a 203 metros del pabellón): situado en plena Calle Costa Rica (47014), también cuenta con un gran espacio de aparcamiento para acudir al Polideportivo Pisuerga. Fácilmente accesible a través de las calles aledañas al recinto deportivo.

- Parking Centro Comercial Vallsur (a 887 metros del pabellón): situado a las afueras del propio centro comercial, se encuentra algo más alejado del Polideportivo Pisuerga que el resto de espacios, aunque a una distancia considerable para acudir al recinto.

## Comunicaciones
| Servicio        | Servicio               | Estación                              | Distancia al estadio |
| --------------- | ---------------------- | ------------------------------------- | -------------------- |
| Autobús         | Autobús                | Estación de autobuses de Valladolid   | 2 km.                |
| Renfe Operadora | Tren (Renfe Operadora) | Estación de Valladolid-Campo Grande   | 2,5 km.              |
| Aeropuerto      | Avión                  | Aeropuerto de Valladolid (Villanubla) | 14,7 km.             |
| Taxi            | Taxi                   | Calle Puerto Rico, 1                  | 0,9 km.              |